# Allenia
Allenia is een geslacht van zangvogels uit de familie spotlijsters (Mimidae).

## Soorten
Het geslacht kent de volgende soort:
- Allenia fusca – Geschubde spotlijster